# Пенков
Пенков (нім. Penkow) — громада в Німеччині, розташована в землі Мекленбург-Передня Померанія. Входить до складу району Мекленбургіше-Зенплатте. Складова частина об'єднання громад Мальхов.
Площа — 9,27 км2. Населення становить 266 ос. (станом на 31 грудня 2020).